# سبأ (الملك)
تنطق باللغة الانجليزية شيبا ( باللغة العبرية : שְׁבָא) والمعروفة أيضًا باسم  وتنطق باللغة العربية سبأ  هي شخصية توراتية مذكورة في سفر التكوين . ويعتقد تقليديا أنه كان ملكًا قديمًا لليمن . كما يلعب دوراً كبيراً في الفولكلور العربي باعتباره الجد الأكبر لقبائل السبئيين والحميريين الذين حكموا  في اليمن حتى منتصف القرن السادس الميلادي.